# Senario
Il termine senario (dal latino senarius "di sei elementi") indica nella metrica italiana un verso in cui la quinta sillaba metrica è l'ultima accentata.
Di conseguenza, se l'ultima parola è piana il verso comprende sei sillabe effettive, mentre se è tronca o sdrucciola ne comprende rispettivamente cinque oppure sette.
Le due tipologie più frequenti sono quelle del senario anfibrachico, con gli accenti sulle sedi seconda e quinta (ritmo ternario, di fatto un doppio trisillabo):
( ' =accento forte o ritmico/ _ =accento debole)
```
_ ' _ _ ' _
```

e del senario trocaico con gli accenti sulle sedi dispari (ritmo binario, corrispondente ad un triplo bisillabo):
```
' _ ' _ ' _ .
```

## Esempi di versi senari
Due esempi di senari anfibrachici:
- l'inno nazionale italiano (Goffredo Mameli)

```
Fratelli d'Italia,
l'Italia s'è desta,
dell'elmo di Scipio
s'è cinta la testa [...]
```

- la canzone Sapore di sale (Gino Paoli)

```
Sapore di sale,
sapore di mare
che hai sulla pelle 
che hai sulle labbra [...]
```